# Манштейн, Владимир Владимирович
Владимир Владимирович фон Манштейн (3 января 1894 года, Полтавская губерния — 19 сентября 1928 года, София, Болгария) — генерал-майор, участник Первой мировой войны и Белого движения на Юге России, известный после 1919 года как «однорукий чёрт», «истребитель комиссаров». С 1920 года эмигрант.

## Биография

### Начало военной службы
Владимир фон Манштейн родился 3 января 1894 года в Полтавской губернии. Он происходил из военной семьи обрусевших немцев, перешедших в православие, и был сыном кадрового пехотного офицера Российской императорской армии Владимира Манштейна — старшего. Окончил Владимирский Киевский кадетский корпус и Павловское военное училище в Петербурге, из которого вышел в чине подпоручика.

### Участник Первой мировой войны
Войну Манштейн начал в январе 1915 года в 7-м пехотном Ревельском генерала Тучкова 4-го полку, располагавшемся на передовых позициях на Северо-Западном фронте. В феврале 1915 года Манштейн был легко ранен и контужен. За боевые отличия получил несколько наград. 20 - 23 февраля при деревне Горташовице, командуя ротой, он отбил несколько атак противника, за что был награждён орденом Святой Анны 4-й степени с надписью «За храбрость».
За арьергардный бой 4 июля при отходе с Плонских позиций, где умело  командуя ротой все время находился под сильным ружейным и артиллерийским огнём противника, он был награждён орденом Святой Анны 3-й степени с мечами. За бой 13 июля 1915 года при деревне Заторы, где, командуя 5-й ротой, все время находился под сильным ружейным, пулеметным и артиллерийским огнём противника, был награждён орденом Святого Станислава 3-й степени с мечами. В июле 1915 года Манштейн был ранен вторично.
За разведку на позиции у деревни Валуки в марте 1916 года Манштейн был награждён орденом Св. Станислава 2-й степени с мечами и бантом.
Осенью 1916 года 7-й полк был переброшен на Румынский фронт.
В марте 1917 года за ночную разведку, в которой было взято в плен 17 немцев, Манштейн был награждён орденом Святого Владимира 4-й степени с мечами и бантом.
Служил в сформированном после февраля 1917 года батальоне смерти в составе 2-й пехотной дивизии, где командовал ротой. В мае 1917 года за проявленный героизм румынские власти наградили Манштейна орденом Звезды Румынии с мечами степени кавалера. В рядах батальона смерти он принял участие в летнем наступлении русских войск на Румынском фронте. В июле 1917 года при атаке позиций австро-венгерских войск Манштейн был серьёзно ранен и отправлен в тыловой госпиталь. За эту атаку он был награждён орденом Святой Анны 2-й степени с мечами. Позже он был представлен к награждению солдатским Георгиевским крестом 4-й степени. По выздоровлении Манштейн вернулся в полк.

### Участник Белого движения

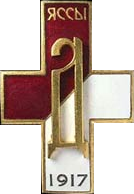

Осенью 1917 года штабс-капитан Манштейн записался во 2-ю Бригаду Русских Добровольцев, формируемую в Кишинёве для борьбы с большевиками. Однако командование Румынского фронта в самый последний момент бригаду распустило. После этого Манштейн записался в отряд генерала М. Г. Дроздовского рядовым бойцом и был зачислен в Сводно-стрелковый полк. Участник похода Яссы-Дон. 4 апреля 1918 года полковник Дроздовский назначил его командиром 4-й роты Сводно-стрелкового полка. В составе полка он участвовал во Втором Кубанском походе. Был назначен командиром батальона. Осенью 1918 года Манштейн получил тяжёлое ранение, о чем сохранилось свидетельство сестры милосердия З. Мокиевской-Зубок:

…В лазарет привезли с фронта тяжело раненого офицера, капитана Манштейна. Ранен он был в плечо, у него началась гангрена. Ампутировали руку — не помогло, гангрена стала распространяться дальше, в лопатку. Рискнули вылущить лопатку, это был последний шанс. Стали лечить, назначили только для него сестру, день и ночь он был под наблюдением врачей, и… случилось чудо — его спасли. Получился кривобокий, но живой. Капитан был очень популярен в войсках. И очень боевой. Выздоровев, он вернулся на фронт, к своим.

Это тяжелейшее ранение, после которого Манштейн всё-таки выжил, оставшись на всю жизнь кривобоким и одноруким инвалидом, существенно повлияло на его дальнейшее поведение — он ожесточился. В мае 1919 года получил чин полковника. В 1919 году к нему пришла громкая известность «безрукого черта» и «истребителя комиссаров». Об этом писали его однополчане-дроздовцы, включая Г. Д. Венуса и И. С. Лукаша. Вот свидетельство, принадлежащее дроздовцу Г. Д. Венусу:

Команду над вновь сформированным 3-м полком принял полковник Манштейн, — «безрукий чёрт» — в храбрости своей мало отличавшийся от Туркула. Он не отличался от него и жестокостью, о которой, впрочем, заговорили ещё задолго до неудач. Так, однажды, зайдя с отрядом из нескольких человек в тыл красным под Ворожбой, сам, своей же единственной рукой, он отвинтил рельсы, остановив таким образом несколько отступающих красных эшелонов. Среди взятого в плен комсостава был и полковник старой службы.
— Ах, ты, твою мать!.. Дослужился, твою мать!.. — повторял полковник Манштейн, ввинчивая ствол нагана в плотно сжатые зубы пленного. — Военспецом называешься? А ну, глотай!

После вступления Добровольческой армии в Харьков Манштейн был назначен командиром формирующегося 3-го Дроздовского стрелкового полка.  Командуя полком, он принял участие в летне-осеннем «походе на Москву» (эти бои с участием Манштейна описаны в книге генерала А. В. Туркула «Дроздовцы в огне» и в сборнике «Дроздовцы: от Ясс до Галлиполи»). Позднее он участвовал в отступлении ВСЮР к Новороссийску. Для чинов 3-го Дроздовского полка Манштейна, которым предназначался пароход «Святой Николай», не хватило места при эвакуации. Как описывает историк В. Г. Чичерюкин-Мейнгардт, в этой ситуации полковник Туркул — боевой друг Манштейна, по его просьбе обратился напрямую к генералу А. П. Кутепову, и 3-й Дроздовский полк был погружен на русский миноносец «Пылкий» и французский броненосец «Вальдек Руссо». Все же забрать удалось не всех людей, поэтому 3-й полк прибыл в Крым малочисленным, из-за чего он не участвовал в десантной операции дроздовцев у с. Хорлы. Полк Манштейна в составе Дроздовской дивизии принял участие в прорыве из Перекопа на север и боях в Северной Таврии. В боях как последний резерв Манштейн всегда бросал в атаку офицерскую роту, в рядах которой шел и сам. За боевые отличия Врангель произвёл Манштейна в генерал-майоры.
16 сентября 1920 года Приказом Главнокомандующего №3651 Манштейн был награждён Орденом Святителя Николая Чудотворца 2 степени
С 14 по 23 октября 1920 года генерал Манштейн был назначен начальником Марковской пехотной дивизии, но из-за болезни был эвакуирован в тыл и не принял участия в последних боях Русской армии в Крыму. Эвакуирован в Галлиполи.

## Эмигрант

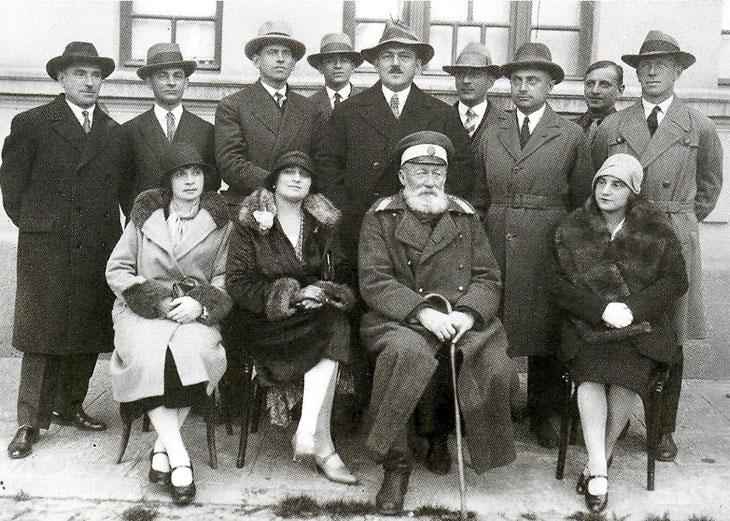
Дроздовцы в Болгарии. 1920-е гг. Стоят: генерал-майоры А. В. Туркул (пятый слева) и В. Г. Харжевский (третий справа). В центре группы в дроздовской фуражке сидит генерал-майор В. К. фон Манштейн («дедушка»), отец В. В. Манштейна

В Галлиполийском военном лагере генерал Манштейн был назначен помощником командира Дроздовского полка ген.- майора А. В. Туркула. В 1921 году Дроздовский полк в составе 1-го армейского корпуса был перевезён морем в Болгарию. Семья Манштейнов перебралась в Софию.
Устроиться в мирной жизни однорукому генералу Манштейну было очень тяжело. Однорукого инвалида почти никто не хотел брать на работу, да и никакой другой профессии, кроме военной, он не имел. Пенсии от болгарского правительства, которую получал его старик-отец, им троим не хватало. В Галлиполи умерла его дочь. Супруга требовала развода. Этот психологический и финансовый груз оказался чересчур тяжёлым. Утром 19 сентября 1928 года Манштейн пришел вместе со своей женой в софийский городской парк Борисова градина. Там из револьвера он застрелил её, а потом застрелился сам. Несмотря на то, что Манштейн стал самоубийцей, он был похоронен по православному обряду, т.к. часть духовенства допускала, что если белый воин попал в безвыходную ситуацию, то самоубийство не считается грехом. Похоронен на городском кладбище. Могила Манштейна не сохранилась.